# Conflit du récif de Scarborough
Conflit en mer de Chine méridionale
Le conflit du récif de Scarborough est une série de tensions entre les Philippines et la Chine au sujet du récif contesté de Scarborough (appelé Huangyan par la Chine). Le conflit commence le 8 avril 2012 après la tentative d'appréhension par la Marine philippine de huit navires de pêche originaires de Chine continentale près du récif et se poursuit dans les années qui suivent.

## Contexte

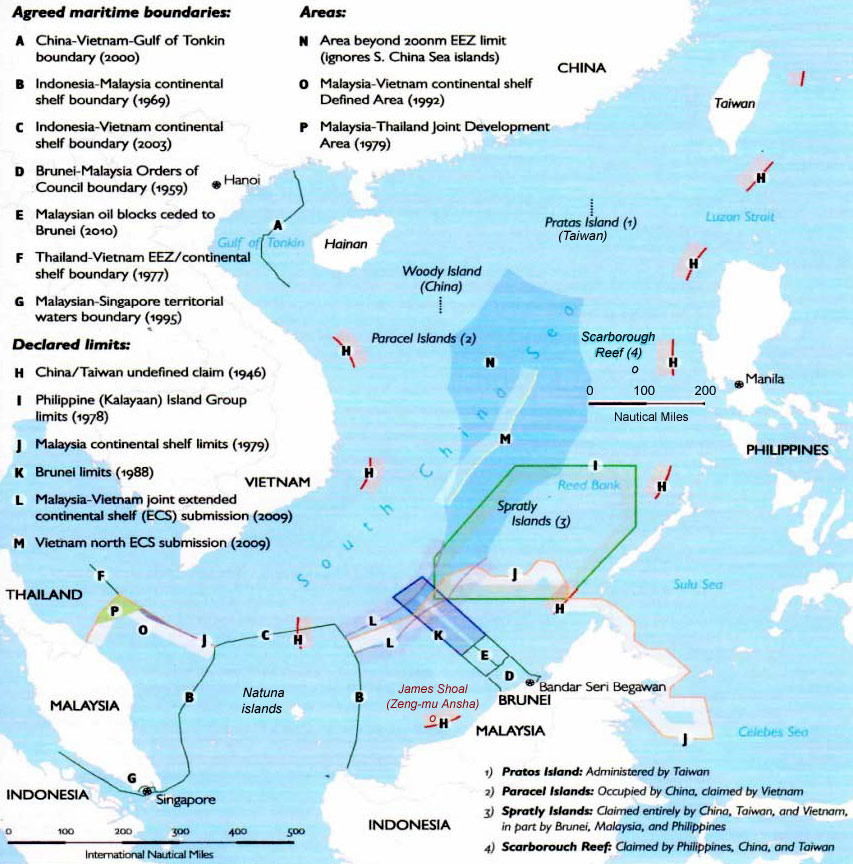
Carte des différends territoriaux en mer de Chine méridionale.

La Chine est opposée à plusieurs pays bordant la mer de Chine méridionale dans un conflit autour du contrôle des archipels de cette espace maritime. Les zones concernées sont notamment les îles Spratleys, les îles Paracels et d'autres îlots et haut-fonds isolés. Les îles sont revendiquées par plusieurs pays à la fois (Chine, Viêt Nam, Philippines, etc.). L'enjeu est la possession et l'exploitation des ressources halieutiques et énergétiques (gaz naturel), ainsi que l'exercice d'un contrôle sur le transport maritime.

## Début du conflit
Le récif de Scarborough est revendiqué par les Philippines et la Chine. Le 8 avril 2012, un avion de reconnaissance philippin repère huit navires de pêche chinois ancrés dans les eaux du récif de Scarborough. Le BRP Gregorio del Pilar (en) est envoyé le même jour par la Marine philippine pour inspecter les environs du récif et confirme la présence des navires de pêche et leurs activités en cours. Le 10 avril 2012, le navire vient inspecter les prises des navires de pêche. L'équipe d'inspection affirme avoir découvert des coraux, des bénitiers géants et des requins vivants, collectés illégalement à l'intérieur du premier navire arraisonné par l'équipe. Le BRP Gregorio del Pilar signale que les marins ont tenté d'arrêter les pêcheurs chinois mais ont été bloqués par des navires de surveillance maritime chinois, le Haijian 75 (en) et le Haijian 84 (en). Les tensions se poursuivent depuis lors entre les deux pays,.

## Conséquences et réactions

### Sanctions et boycotts

#### Appel à des sanctions
En 2012, un appel infructueux est lancé par les Philippines pour boycotter les produits fabriqués en Chine par le gouverneur d'Albay, Joey Salceda (en).
La même année, les Philippino-Américains, ainsi que la communauté vietnamienne de Floride, appellent également au boycott des produits chinois.

#### Restrictions d'importation en Chine
La Chine impose des réglementations plus strictes sur les importations de bananes philippines. Une cargaison de bananes de provenance de l'archipel est inspectée et refusée en mai 2012, prétendument en raison de son échec aux tests de quarantaine. Selon les exportateurs philippins de bananes, la décision de la Chine est liée au conflit entourant le récif de Scarborough. La Chine ordonne également des inspections plus strictes sur les ananas philippins et d'autres fruits provenant du pays.

#### Suspension des voyages aux Philippines
Par mesure de rétorsion, la plupart des agences de voyages chinoises suspendent leurs visites aux Philippines en raison du conflit maritime et diplomatique. Les touristes en provenance de Chine représentent environ 9 % du total des arrivées aux Philippines selon le ministère philippin du Tourisme (en).
L'entreprise publique China Travel Service (en), le Shanghai Tourism Bureau et Ctrip.com suspendent pour une durée indéfinie toutes les visites aux Philippines en invoquant le sentiment anti-chinois dans le pays. Ils affirment vouloir assurer la sécurité des ressortissants chinois.

#### Interdictions de pêche
Le gouvernement chinois impose unilatéralement une interdiction de pêche en mer de Chine méridionale, où se trouve le récif de Scarborough, du 16 mai au 1er août 2012. À partir de 1999, la Chine impose l'interdiction annuelle de pêche d'été, qui concerne les pêcheurs de toutes nationalités. Les filets maillants monocouches et la pêche à la ligne et à l'hameçon ne sont pas visés par l'interdiction.
Les Philippines ne reconnaissent pas l'interdiction de pêche chinoise mais imposent leur propre interdiction de pêche. L'interdiction de pêche philippine dure du 16 mai au 15 juillet et la Garde côtière philippine interdit aux pêcheurs philippins d'accéder au récif. L'ancien président Benigno Aquino III insiste sur le fait que l'interdiction est appliquée pour la préservation des ressources marines. Des dispositifs de concentration de poissons sont installés dans les eaux municipales de Santa Cruz, Candelaria, Masinloc, Palauig et Iba à Zambales, ainsi qu'à La Union, Ilocos Sur et Ilocos Norte, afin d'assurer les moyens de subsistance des pêcheurs philippins touchés. À partir du 26 juin, les navires de pêche, ainsi que les navires paramilitaires philippins, reviennent cependant dans le récif de Scarborough malgré l'interdiction de pêche chinoise.

### Manifestations

#### Manifestations aux Philippines
Les Philippins organisent le 11 mai 2012 une manifestation près du consulat chinois à Manille, en opposition à la politique de l’État chinois concernant le récif de Scarborough. Cependant, elle est de courte durée car seule une petite partie des 1 000 personnes attendues se présentent pour participer à la manifestation. L'ambassade de Chine à Manille conseille aux ressortissants chinois de ne pas sortir dans la rue. Taiwan fait également un appel similaire à ses résidents séjournant aux Philippines,.
La Chine déploie des policiers près de l'ambassade des Philippines à Pékin, où environ 200 manifestants sont signalés. La manifestation à Pékin se termine pacifiquement et dans le calme[réf. nécessaire].

#### Manifestations à Hong Kong
Le même jour, des militants de Hong Kong organisent une manifestation près du consulat des Philippines à Hong Kong, pour appuyer la revendication de la Chine sur le récif de Scarborough. Les manifestants envoient une lettre ouverte aux autorités, affirmant que le récif de Scarborough est un territoire chinois depuis 1279 sous la dynastie Yuan. Ils accusent également les Philippines d'inciter leurs citoyens à manifester contre la Chine et à perturber les pêcheurs chinois dans le récif.

#### Déploiement de banderoles à Pékin
Le 12 mai, cinq manifestants déploient des banderoles devant l'ambassade des Philippines à Pékin sur lesquelles ils écrivent : « L'île de Huangyan appartiendra toujours à la Chine » et « Ne touchez pas à l'île de Huangyan ». La manifestation ne dure pas longtemps et les manifestants sont dispersés et évacués par la police à midi[réf. nécessaire].

#### Projet de manifestation en mer
Après le déclenchement du conflit, l'ancien capitaine de la Marine philippine Nicanor Faeldon (en), limogé pour sa participation à la mutinerie d'Oakwood (en) en 2003, puis réintégré en 2011, prévoit de diriger un groupe de pêcheurs vers le récif de Scarborough en guise de protestation. Ils cherchent à réaffirmer la souveraineté des Philippines sur l'îlot. Faeldon envisagerait également de planter un drapeau philippin sur le récif. Le 18 mai, le président Benigno Aquino III appelle l'officier pour le dissuader de réaliser son voyage. Selon Nicanor Faeldon, même si son plan avait abouti, son groupe n'avait pas l'intention de planter un drapeau, contrairement aux affirmations de certaines sources, ni de pêcher dans la région.

### Cyberattaques
Des pirates soupçonnés d'être chinois vandalisent le site Web de l'université des Philippines le 20 avril 2012. Les pirates laissent un message affirmant : « Nous venons de Chine! L'île de Huangyan est à nous ». Le 21 avril, Anonymous #Occupy Philippines riposte et attaque le site web de l'Union des médias de l'université de Chine, défigurant sa page d'accueil avec une image d'un masque de Guy Fawkes. Les hackers déclarent : « Le gouvernement chinois est clairement attardé. Le récif de Scarborough est à nous ! ». Le site web de l'université des Philippines est remis en ligne le même jour.
Après les attaques, la porte-parole adjointe du président philippin Benigno Aquino III Abigail Valte déclare qu'il ne semble pas que les attaques auront un effet négatif sur les pourparlers de Manille et Pékin pour trouver une solution diplomatique à l'impasse, et exhorte les Philippins et les Chinois à s'abstenir d'aggraver les tensions.
Les sites web philippins du Journal officiel, du Bureau présidentiel de développement et de planification stratégique des communications et du Musée et bibliothèque présidentiels sont également attaqués en avril. Le 4 mai, des pirates informatiques dégradent le site du journal The Philippine Star.

### Réactions diplomatiques internationales
- Australie : Le ministre australien des Affaires étrangères, Bob Carr, lors de sa visite à Shanghai le 12 mai, exhorte les pays demandeurs à se conformer aux conventions internationales et aux accords signés[20].
- États-Unis : Le 14 juin 2011, les États-Unis indiquent leur soutien aux Philippines, dans un contexte d'escalade des tensions autour des îles Spratleys, contestées dans la mer de Chine méridionale. L'ambassadeur américain Harry Thomas (en) déclare : « Je tiens à vous assurer que dans tous les secteurs, nous, les États-Unis, sommes avec les Philippines, [...] Les Philippines et les États-Unis sont des alliés stratégiques. Nous sommes partenaires. Nous continuerons à se consulter et travailler les uns avec les autres sur toutes les questions, y compris la mer de Chine méridionale »[21].
- Inde : Le ministère indien des Affaires extérieures, dans une déclaration officielle, appelle à maintenir la paix et de la sécurité dans la région  en faisant preuve de retenue et à résoudre le problème par voie diplomatique, conformément au droit international.
- Pakistan : L'ambassadeur du Pakistan en Chine déclare que son pays prend parti pour la Chine[22].
- Royaume-Uni : Le Premier ministre britannique David Cameron souligne que le Royaume-Uni appelle à une « résolution pacifique » du conflit concernant le récif[23].
- Russie : L'ambassadeur de Russie à Manille, Nikolaï Koudachev, rappelle le soutien de la Russie à une solution bilatérale et s'oppose à l'implication d'autres pays. Il note que la Russie n'est pas partie au conflit et que son pays souhaite garantir la liberté de navigation en mer de Chine méridionale. Il estime que la Convention des Nations unies sur le droit de la mer pourrait servir de base à la résolution[réf. nécessaire].
- Taïwan : L'ancien président taïwanais Ma Ying-jeou déclare qu'il espère que le conflit sera résolu de « manière pacifique », mais rappelle que Taïwan « continuera toujours à défendre ses revendications souveraines sur la mer de Chine méridionale »[réf. nécessaire].
- Viêt Nam : Le porte-parole du ministère vietnamien des Affaires étrangères, Luong Thanh Nghi, souligne la préoccupation du pays au sujet de ce conflit. Il appelle à la retenue et à une résolution pacifique des différends, en s'appuyant sur le droit international, avant de définir des objectifs de maintien de la paix, la stabilité, la sécurité et la sûreté maritime dans la région[24].

## Suite du conflit

### Présence militaire chinoise
Les Philippines affirment qu'en vertu d'un accord de 2012 négocié par les États-Unis, Chinois et Philippins ont promis de retirer leurs forces du récif de Scarborough jusqu'à ce qu'un accord sur sa souveraineté puisse être conclu entre les deux parties. Les Philippines se conforment à l'accord et se retirent. La Chine, cependant, ne le respecte pas et maintient sa présence sur le récif, le militarisant. Le président philippin Benigno Aquino III compare le comportement chinois à l'annexion de la Tchécoslovaquie par l'Allemagne nazie. La Chine affirme qu'aucun accord de ce type n'a été conclu et qu'elle est ouverte à des pourparlers avec les Philippines, à condition que des puissances non régionales telles que les États-Unis restent en dehors de ces pourparlers.
En juillet 2012, la Chine aurait, selon le ministère philippin des Affaires étrangères (en), érigé une barrière à l'entrée du récif pour en interdire l'accès aux navires philippins,. Depuis lors, des navires appartenant au Commandement de la surveillance maritime et de l'application des lois sur la pêche de Chine sont observés dans et à proximité du récif contesté et des navires du gouvernement chinois détournent des navires philippins naviguant dans la zone. En réponse, les Philippines déclarent que le pays se prépare à renvoyer des navires sur le récif. En janvier 2014, la Chine continue à maintenir une présence dans le récif. Les tensions s'accroissent en raison d'une nouvelle loi qui oblige les bateaux de pêche non chinois à demander l'autorisation de la Chine lorsqu'ils se trouvent en mer de Chine méridionale. Cependant, les bateaux de pêche philippins parviennent à continuer de pêcher autour du récif sans qu'il n'y ait d'affrontements.
En avril 2015, un navire des garde-côtes chinois utilise des canons à eau contre des bateaux de pêche philippins et saisit les prises de certains des navires, dans les eaux proches du récif. Cela fait suite à une utilisation similaire de canons à eau dans les eaux entourant les récifs fin janvier 2014. La Chine nie tout incident et réitère sa revendication du récif de Scarborough. Les États-Unis qualifient les actions des garde-côtes chinois de « provocatrices ».
Pour Zachary Keck de The Diplomat, l'augmentation des patrouilles chinoises dans les récifs montre que l'accusation de la Chine selon laquelle la présence américaine alimente les tensions en mer de Chine méridionale est « manifestement fausse ».

### 2016: vols de reconnaissance américains
Après avoir observé plusieurs navires en activité sur le récif, ce qui aurait pu signaler la préparation d'une activité de prospection en vue d'une exploitation des ressources sous-marines, les États-Unis effectuent plusieurs vols de reconnaissance en avril 2016, envisageant d'autres réactions, si les tensions s'avèrent aussi élevées que dans les îles Spratleys notamment.

### Exploitation de la pêche par la Chine
En avril 2021, on estimait à 287 le nombre de bateaux de pêche chinois exerçant leur activité dans les zones maritimes contestées entre la Chine et les Philippines, notamment autour du récif de Scarborough. Plus de 240 tonnes de produits de la mer seraient prélevés illégalement chaque jour par des navires de pêche chinois dans les eaux territoriales philippines, ce qui indigne de nombreux Philippins, dont le secrétaire aux Affaires étrangères, Teodoro Locsin Jr. (en). Celui-ci engage des protestations diplomatiques contre l'appropriation par la Chine des ressources halieutiques présentes dans la zone.

## Requête devant le Tribunal international du droit de la mer
Le Tribunal international du droit de la mer (TIDM) est une organisation intergouvernementale créée par le mandat de la troisième Conférence des Nations unies sur le droit de la mer, chargée de réglementer l'exploitation minière des fonds marins au-delà des limites de la juridiction nationale, et de régler les différends entre États parties.
En juin 2013, les Philippines décident de porter le litige territorial devant le TIDM après avoir « épuisé toutes les voies politiques et diplomatiques pour un règlement pacifique négocié de leur différend maritime avec la Chine », déclarant que le pays demandera au tribunal de déclarer les revendications de la Chine comme « non valides ». La Chine rejette formellement la procédure d'arbitrage initiée par les Philippines. Selon l'annexe VII de la Convention des Nations unies sur le droit de la mer (UNCLOS), le refus de la Chine n'entrave pas nécessairement la procédure.
En février 2014, la Chine aurait proposé aux Philippines un accord impliquant un retrait mutuel du récif, ainsi que d'autres dispositions, en échange de quoi les Philippines s'abstiendraient de soumettre une requête formelle au TIDM. Lest Philippines aurient refusé, arguant que les compensations proposée sont insuffisantes.